# ステファノ・グベルティ
ステファノ・グベルティ（Stefano Guberti, 1984年11月6日 - ）は、イタリア出身の元サッカー選手。現役時代のポジションはMF（サイドハーフ）。

## 経歴

### 初期の経歴
2000年に出身地アッセーミニのクラブ・アッセミネーセのユースチームに入団。2003年からはセリエC1のトレスへ移籍。2004年にセリエDのアルゲーロへレンタル移籍すると、ここでトップチームデビュー。1年目ながら25試合に出場する活躍を見せた。復帰したトレスでもレギュラーとして29試合に出場し3ゴールを奪うなど活躍し、セリエAのアスコリへ移籍。2006年9月10日のアタランタ戦でセリエAデビュー。2007年4月17日のACミラン戦でセリエA初ゴールを記録。アスコリでは、アスコリがセリエBに降格した2007-08シーズンに自己最多の40試合出場・7ゴールを挙げるなど中心選手として活躍した。2009年2月にわずか6カ月間の契約でバーリへ移籍。18試合の出場ながら自己最多の9ゴールを挙げ、バーリのセリエB優勝・セリエA昇格に貢献した。

### ASローマ
2009年6月、バーリとの契約満了に伴いセリエAの名門・ASローマへ4年契約で移籍した。ローマでは7月30日のUEFAヨーロッパリーグ予備予選のヘント戦でデビューを飾ると、8月27日のコシツェ戦では移籍後初ゴールを記録した。しかし監督のルチアーノ・スパレッティが辞任しクラウディオ・ラニエリが就任して以降は出場機会に恵まれず、2010年1月にサンプドリアへレンタル移籍した。1月17日のカターニア戦でサンプドリアでのデビューを飾ると、3月7日のラツィオ戦で、セリエA初得点となる先制点を挙げた。2010年8月、昨シーズンの後半をプレーしたサンプドリアにローマとの共同保有で移籍。その後はトリノFCへレンタル移籍していた。
2012年夏、2011年4月23日のバーリ戦において八百長に携わったとして、懲役3年を言い渡され、所属元のローマから解雇された。

## 獲得タイトル
バーリ
- セリエB : 2008-09

## 所属クラブ
- ASDトレス・カルチョ 2003-2004

→ ポリスポルティーヴァ・アルゲーロ 2004-2005 (loan)
- ASDトレス・カルチョ 2005-2006
- アスコリ・カルチョ1898 2006-2008
- ASバーリ 2009
- ASローマ 2009-2010

→ UCサンプドリア 2010 (loan)
- UCサンプドリア 2010-2011
- ASローマ 2011-2012

→ トリノFC 2011-2012
- ペルージャ・カルチョ 2015-2017
- SSローブル・シエーナ 2017-2020
- USDラッテ・ドルチェ 2020-2021
- ACNシエーナ1904 2021-2022